# Кам'яне місто Куклиця
Кам'яне місто Куклиця, Долина ляльок — унікальний природний ландшафт, що включає понад 120 кам'яних стовпів природного походження в селі Куклиця громади Кратово на півночі Македонії. Входить до числа найбільших пам'яток регіону, популярний туристичний об'єкт.

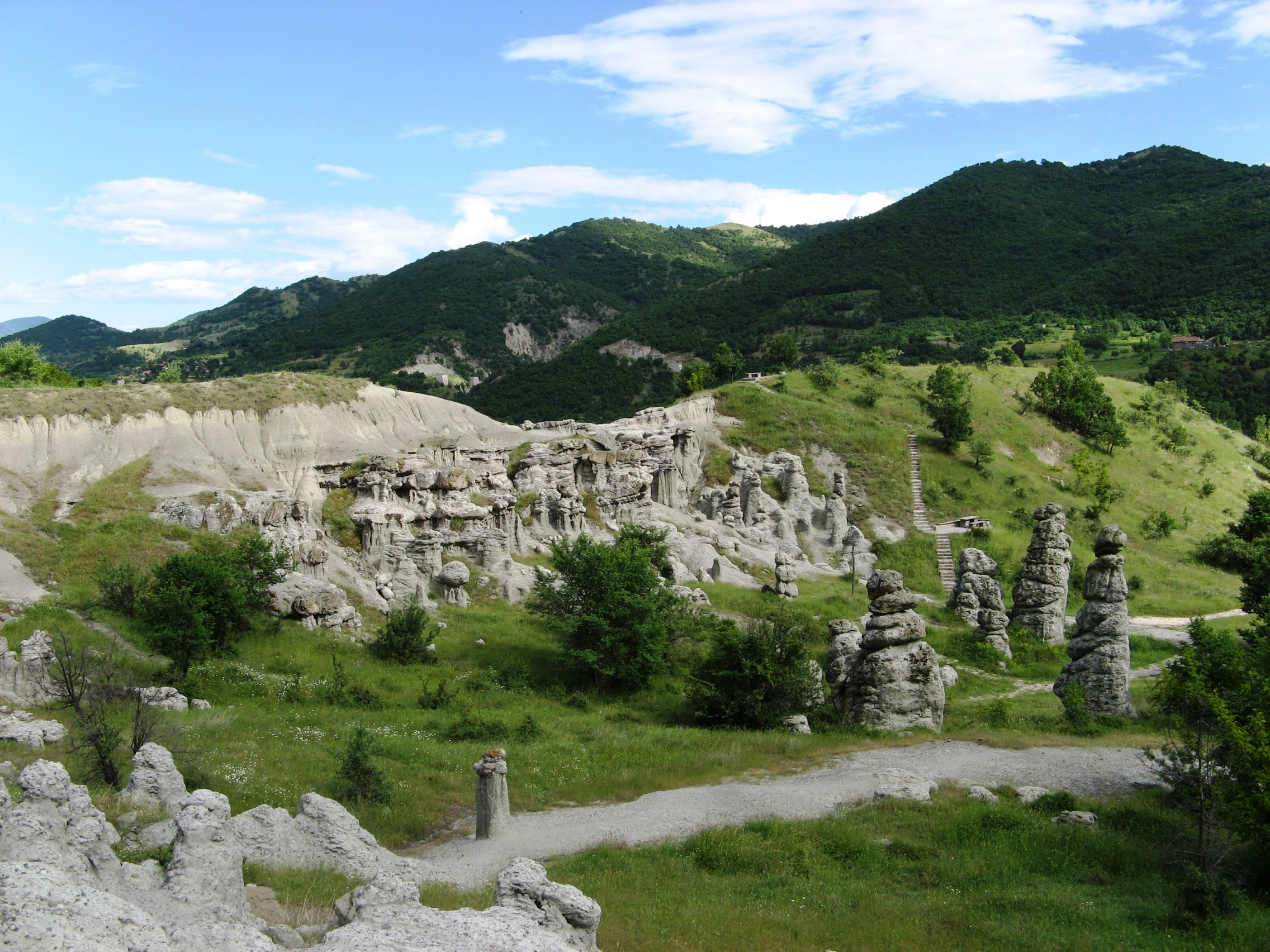
Кам'яне місто Куклиця

## Розташування
Кам'яне місто розташоване за вісім кілометрів на північний захід від міста Кратово, в долині на правому березі річки Крива. Область з кам'яними фігурами знаходиться на висоті 415—420 метрів над рівнем моря, простягається на площі близько 0,3 км. Фігури, що віддалено нагадують людей або ляльок (звідси назва «Долина ляльок») мають різну величину, розрізняються за висотою і формою. Найбільш відомими є дві великі фігури, що стоять поруч та прозиваються в народі «Нареченими».

## Легенди

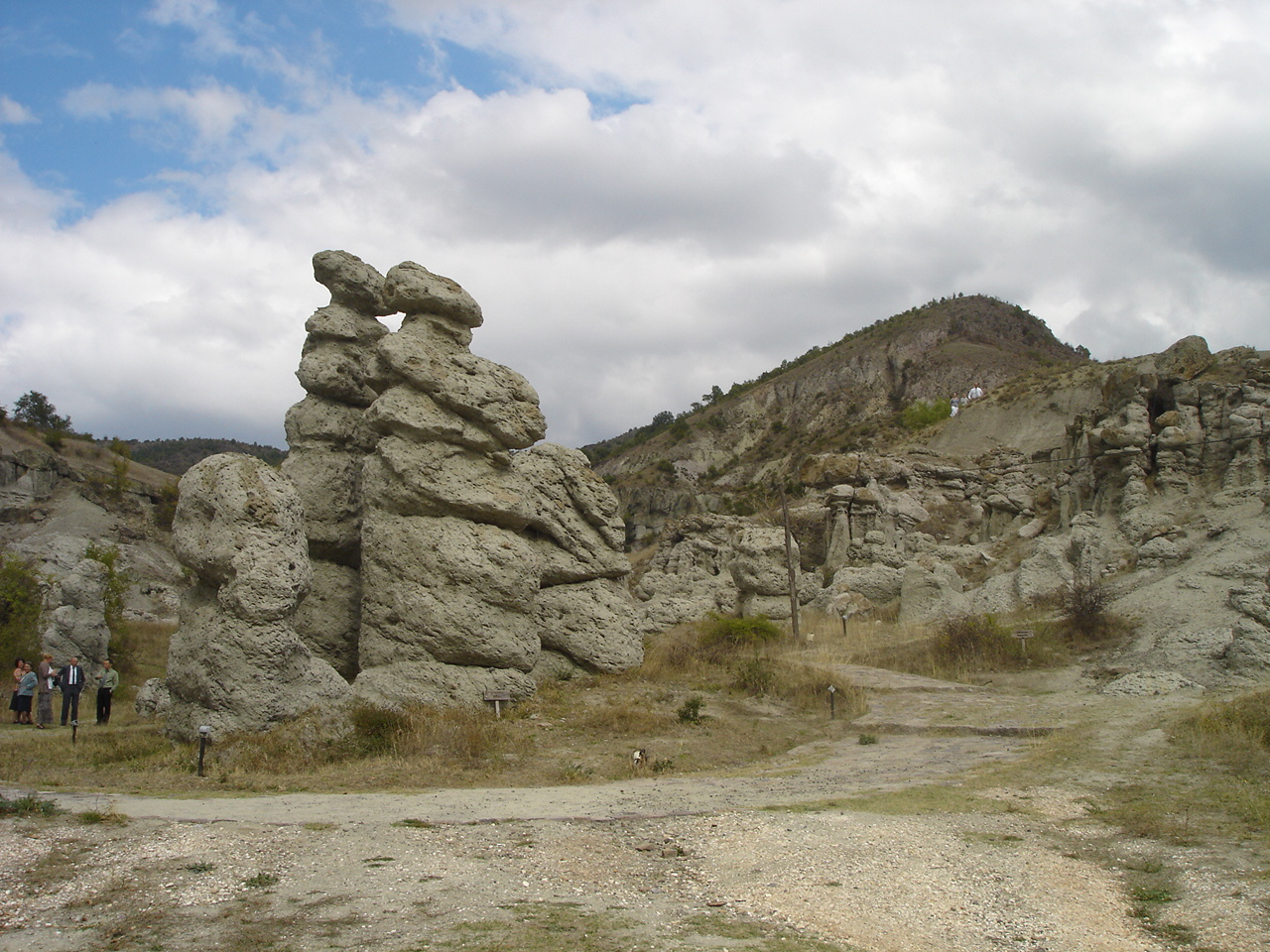
Кам'яні стовпи «Наречені»

Існує декілька легенд, що пояснюють появу на цих землях кам'яних стовпів. Найбільш відома з них легенда про чоловіка, який не міг обрати, з якою з двох жінок йому одружитися, і нарешті вирішив одружитися відразу на обох, призначивши два весілля на один день. Одна з наречених пішла подивитися на весілля і застала свого майбутнього чоловіка з іншою. В результаті розгнівана жінка прокляла їх, і всі учасники весілля перетворилися на камінь.
За іншою легендою, колись ці землі були повністю пустельними, під час війни тут проходило військо, і через вкрай низьку температуру повітря, всі солдати цього війська скам'яніли. За словами місцевих жителів, нові фігури з'являються в долині кожні 5-6 років.

## Наукове походження

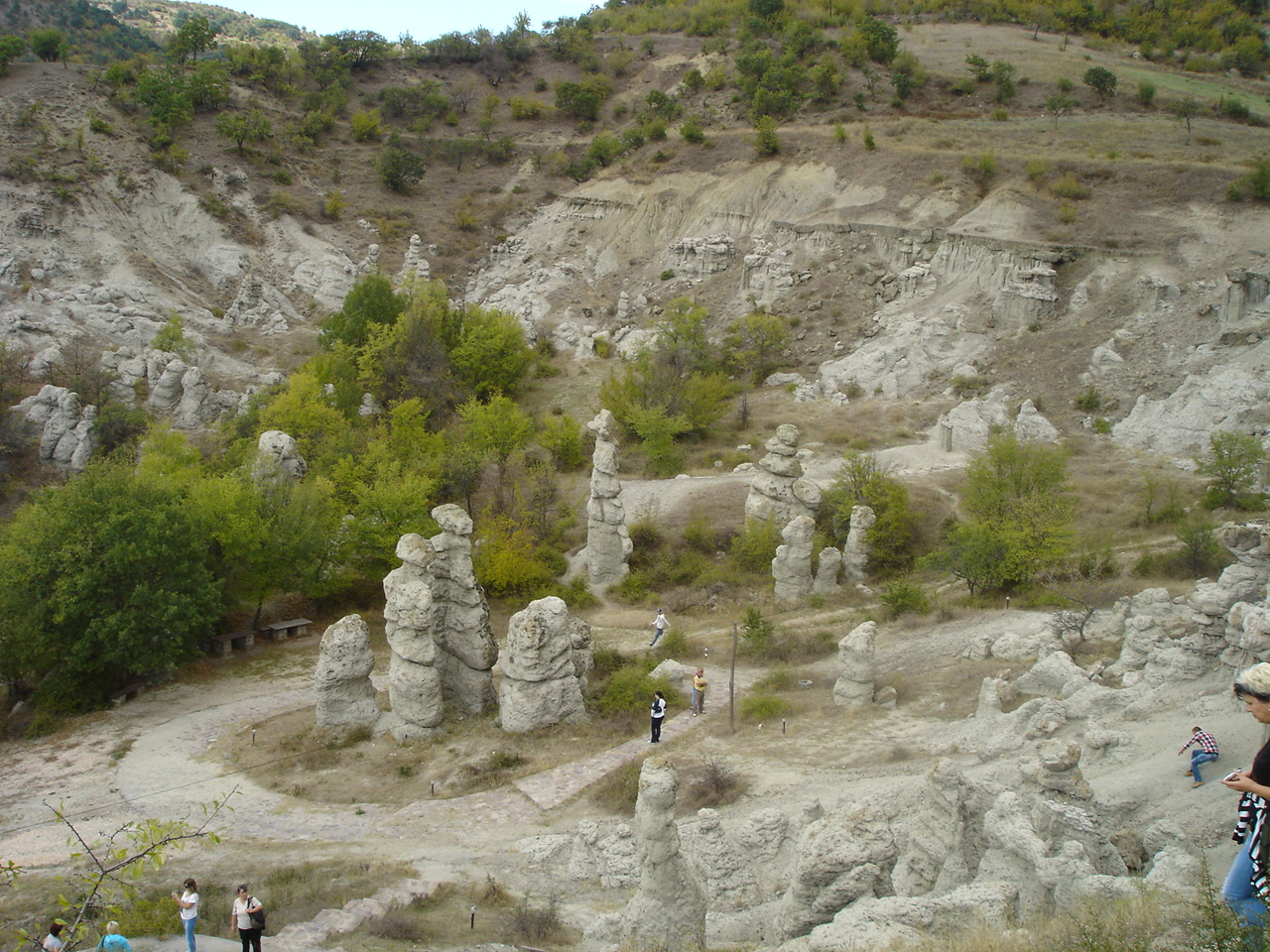
Панорамний вид на кам'яне місто

Проведені наукові дослідження пояснюють виникнення кам'яних стовпів природними корозійними процесами, що відбувалися в епоху Голоцену в останні 100 тисяч років. Основним фактором їх виникнення стала різниця в ерозійності вулканічних гірських порід, що тут існують. Це стало можливим завдяки тому, що близько 30 млн років тому, м'який вулканічний туф, який тут лежав, вкрився зверху цільними міцними андезитами та ігнімбритами. Всього на Балканах є чотири місця з подібними природними аномаліями, причому три з них розташовані на території Македонії і одне в Сербії — так зване Місто Диявола.